# 斯特魯廷
49°47′4″N 24°56′35″E / 49.78444°N 24.94306°E
斯特魯廷（羅馬化：Strutyn）是烏克蘭西部的村莊，隸屬利維夫州的佐洛奇夫區。該村始建於1441年，面積1.02平方公里，海拔高度293米，2001年該城鎮人口792。